# Goux-lès-Dambelin
Goux-lès-Dambelin – miejscowość i gmina we Francji, w regionie Burgundia-Franche-Comté, w departamencie Doubs.
Według danych na rok 1990 gminę zamieszkiwało 220 osób, a gęstość zaludnienia wynosiła 25 osób/km² (wśród 1786 gmin Franche-Comté Goux-lès-Dambelin plasuje się na 527. miejscu pod względem liczby ludności, natomiast pod względem powierzchni na miejscu 510.).